# Língua de sinais nicaraguense
A Lingua de Sinais Nicaraguense, (em Portugal: Língua Gestual Nicaraguense) também conhecida como ISN (Idioma de Señas de Nicaragua ou Idioma de Signos Nicaragüense) é uma lingua de sinais que surgiu espontaneamente entre as pessoas surdas do oeste da Nicarágua, com inícios nos anos 70 e 80. Ela é de particular interesse aos linguistas pela oportunidade de se poder estudar o nascimento de uma nova língua. Estima-se que haja bem mais de 3000 "falantes" dessa língua.
A ISN surgiu com a criação de uma escola para surdos em Manágua em 1977. Nessa escola, o currículo dava grande ênfase ao ensino do espanhol e da leitura labial, com o ensino de língua de sinais restrito a gestos para representar letras (usados geralmente apenas para representar palavras que precisem ser soletradas, como nomes próprios). Esse método levou a problemas de aprendizado por grande parte dos alunos, que não conseguia entender o conceito de palavra.
Por outro lado, os alunos podiam se comunicar livremente fora de sala de aula sem usar o sistema imposto pelos professores, e complementavam os gestos aprendidos por gestos próprios ou aprendidos de outras fontes, levando ao surgimento de uma língua própria.
Quando se descobriu o que estava ocorrendo, o fato foi divulgado em várias revistas científicas mundo afora e se tornou alvo de pesquisa por vários pesquisadores. Alguns destes cientistas educadores fizeram críticas ao incentivo dado à Lingua de Sinais Nicaraguense, afirmando que seria anti-ético isolar as crianças surdas nicaraguenses limitando-as ao uso da ISN, (desestimulando o uso de línguas mais conhecidas como a American Sign Language) numa tentativa de estimular seu crescimento. Mesmo assim, tem-se visto um crescimento estrondoso no uso da ISN. Assim, a  ISN é considerada uma prova de que a capacidade de se comunicar é inata ao cérebro humano, e não algo aprendido apenas através de convivência.